# ۲۱۲ (عدد)
۲۱۲ یک عدد طبیعی است که بعد از ۲۱۱ و قبل از ۲۱۳ قرار دارد. این عدد زوج بوده و بر دو بخش پذیر است.

## کاربردها

### در ریاضیات
- نقطهٔ جوش آب در سطح دریا در مقیاس فارنهایت

### در موارد دیگر
- سیارک ۲۱۲ یا ۲۱۲ مدئا، یکی از سیارک‌های بزرگ در کمربند سیارک‌ها
- بل ۲۱۲، نوعی هلی‌کوپتر
- پیش‌شماره ۲۱۲ یا کد منطقه‌ای ۲۱۲، پیش‌شمارهٔ تلفن منهتن در آمریکا
- ۲۱۲، عطری محصول کارولینا هررا